# 陳錦鴻
陳錦鴻（英語：Sunny Chan Kam Hung，1967年1月1日—），香港男演員、主持人、商人、作家及舞台劇人士。他在無綫電視期間，主要演出戇直的正派角色，惟在《刑事偵緝檔案IV》中演出高級督察「江子山」和在《創世紀》中演出大奸角「許文彪」均令觀眾印象深刻，是他演出的經典角色的其中之二。

## 背景
陳錦鴻生於香港，有兩姊兩妹，早年在新界元朗楊屋村寮屋區長大。1974年至1980年就讀元朗官立小學，1985年畢業於新界鄉議局元朗區中學中五年級。後於1986年於妙法寺內明書院中六畢業後因自覺不是讀書材料而報考香港演藝學院，成為舞台劇演員。同時期獲得藝員訓練班面試的機會。
陳錦鴻在1990年畢業後由於亞洲電視率先派人來演藝學院招攬演員而選擇加入亞洲電視，成為合約藝員。其首部參演的電視劇為《上海一九四九》。約滿電視台未幾則轉投黃百鳴的東方電影發行公司，在電影《白髮魔女2》中飾演男主角。及後黃百鳴要照顧患病的妻子，於是結束經營東方電影公司。適逢監製戚其義轉到無綫電視任職，陳便應戚氏之邀於1994年轉投無綫電視成為合約藝員，參演電視劇《O記實錄》，隨即被電視台力捧。其後在台慶劇《刀馬旦》首次擔任第一男主角。
陳錦鴻在1996年參演《新上海灘》時，因模仿周潤發去飾演「許文強」一角而引來觀眾強烈連環炮轟。雖然如此，他在1998年憑藉香港電影《愈快樂愈墮落》奪得新加坡國際電影節「最佳男主角」獎，是他入行以來獲得的首個演藝獎項。往後演技漸趨成熟，令他得到了觀眾的好評。在1990年代末，接連在大製作電視劇《天地豪情》、《刑事偵緝檔案IV》、《創世紀》中擔任男主角，成為無線的當家小生。而於重頭劇集《創世紀》中「許文彪」是他演繹過的其中一個經典角色，其金句「呢個世界公平咩（這個世界公平嗎）？」至今仍備受關注。
陳錦鴻於2000年離開無綫電視，並加入中國星。不久重投亞洲電視，於2003年離開且重返無綫電視。入行多年，他在演藝圈的貢獻及付出被肯定及嘉許。因此於《萬千星輝頒獎典禮2012》獲無綫電視頒發「傑出演員大獎」。然而他在2013年不再續約，原因在於要專注照顧兒子陳駕樺（Edgar）。所以《初五啟市錄》是他在無綫電視參演的最後一部電視劇。未幾於同年12月，他與香港電視網絡簽下四年合約，使他成為該公司最後一個合約藝人。儘管香港電視網絡在2016年已終止製作，他仍然獲發月薪。有關合約至2018年2月正式終止。

## 其他資料
2017年10月，接受訪問時表示陳錦鴻透露1993年拍攝《白髮魔女2》，戲分不多，因此時常悶在片場看書。有一天張國榮與他閑談，並鼓勵他向各幕後人員學習不同範疇的學問。如是者陳把握機會了解工作人員的工作情況，為日後拍攝累積知識。

## 個人生活
陳錦鴻的妻子為唱片騎師杜雯惠，二人婚後育有一子陳駕樺，於2007年5月2日出生。此外，他和朋友於2003年「沙士」期間合資開設了一家酒樓，名為港潮樓，電視劇《我的野蠻奶奶》一班演員也曾經在此舉行過宣傳活動，同時兼顧演員和老闆兩職。後來因業主加租，港潮樓已於2007年3月賣盤，陳錦鴻恢復全職演員身份，並將其餘時間放在照顧家庭上。2010年港潮樓再復營業，11月13日正式重開。

## 主持節目
電視：
- 永安旅遊話你知：點解日本咁好玩（無綫電視，1998年）
- 警訊（香港電台，2000年）

電台：
- 訴心事家庭（與杜雯惠一起主持）（香港電台第一台，2014年8月至2019年3月）

## 演出作品

### 電視劇（香港電視網絡）
| 年份     | 劇名    | 角色         |
| 2015年   | 末日+5  | 香港行政長官 |
| 取消計劃 | 警界線2 |              |

### 電視劇（亞洲電視）
| 年份   | 劇名             | 角色           | 備註                 |
| 1990年 | 我係Tuna Fi      | 社 工          |                      |
| 1991年 | 上海一九四九     | 靳子軒         |                      |
| 1991年 | 天地無情         | 江偉聰         |                      |
| 1992年 | 摩登七十二家房客 |                |                      |
| 1992年 | 大都會鄉里       | 山崎正雄       |                      |
| 1992年 | 點解阿sir係隻鬼  | 施俊男         | 與盧海鵬及萬綺雯合演 |
| 1992年 | 龍在江湖         | 中村季有       |                      |
| 1993年 | 鐵咀雞與扭紋柴   | DICK           |                      |
| 1993年 | 銀狐             | 段翰滔         |                      |
| 1993年 | 點解阿sir係隻鬼2 | 施俊男         | 與盧海鵬及萬綺雯合演 |
| 1993年 | 槍神             | 胡軍           |                      |
| 1993年 | 衝出校園         | 林祖華（Joe）  | 與張家輝及劉錦玲合演 |
| 2000年 | 電視風雲         | 方紹龍         | 與陳芷菁及黎耀祥合演 |
| 2002年 | 異世驚情夢       | 程忠漢／李商隱 | 與彭子晴合演         |

### 電視劇（無綫電視）
| 年份           | 劇 名                                | 監 製          | 角 色                            |
| 1995年         | 新同居關係                           | 岑國榮         | 王文德（Roy）（第7集）           |
| 1995年         | 包青天                               | 莊偉建         | 楊家寶                           |
| 1995年         | 真情                                 | 徐遇安         | 馮振邦                           |
| 1995年         | O記實錄                              | 戚其義         | 林永泰                           |
| 1995年         | 刀馬旦                               | 李元科         | 喬浩光／陈耀祖                   |
| 1996年         | 新上海灘                             | 招嵎棟         | 許文強                           |
| 1996年         | O記實錄II                            | 戚其義         | 林永泰                           |
| 1996年         | 有肥人終成眷屬                       | 周華宇         | 何家樂（Wallace）                |
| 1997年         | 美味天王                             | 梁家樹         | 黃綠醫生                         |
| 1998年         | 天地豪情                             | 戚其義         | 程家雄（Johnny）                 |
| 1999年         | 雪山飛狐                             | 李添勝         | 胡斐                             |
| 1999年         | 刑事偵緝檔案IV                       | 潘嘉德         | 江子山（江Sir）                  |
| 1999年         | 創世紀                               | 戚其義         | 許文彪（Michael）                |
| 2000年         | 創世紀II天地有情                     | 戚其義         | 許文彪（Michael）                |
| 2004年海外首播 | 心理心裏有個謎                       | 關永忠         | 萬家和                           |
| 2005年         | 老婆大人                             | 莊偉建         | 葛國光（Scott）                  |
| 2006年         | 愛情全保                             | 林志華         | 郭富強（Ken）                    |
| 2007年         | 亂世佳人                             | 莊偉建         | 潘世昌                           |
| 2007年         | 凶城計中計                           | 莊偉建         | 屠四海/霍繼祖                    |
| 2007年         | 緣來自有機                           | 徐遇安         | 蔡嘉昇                           |
| 2007年         | 蘭花刼（海外首播，2017年翡翠台首播） | 唐基明         | 言 亮                            |
| 2007年         | 廉政行動2007之鐵窗速遞               | 梁家樹、羅香蘭 | 梁柏華（Sunny）                  |
| 2008年         | 同事三分親                           | 曾勵珍、羅鎮岳 | 陳志賢                           |
| 2008年         | 搜神傳                               | 李添勝         | 晏 喜                            |
| 2009年         | 盛世仁傑                             | 梁材遠         | 宋庭玉（宋校尉）                 |
| 2009年         | 大冬瓜                               | 潘嘉德         | 田大貴                           |
| 2009年         | 老婆大人II                           | 莊偉建         | 葛國光（Scott）                  |
| 2009年         | 巴不得爸爸...                        | 潘嘉德         | 楚 帆                            |
| 2010年         | 蒲松齡                               | 梁材遠         | 高 喆                            |
| 2011年         | 團圓                                 | 張乾文         | 萬家豐（大豐收）                 |
| 2011年         | 紫禁驚雷                             | 梁材遠         | 愛新覺羅·福臨（順治帝）          |
| 2011年         | 九江十二坊                           | 黃偉聲         | 梁正匡                           |
| 2011年         | 萬凰之王                             | 莊偉建         | 愛新覺羅·旻寧（道光帝）          |
| 2013年         | 初五啟市錄                           | 梁材遠         | 宋禮和（和少）／汪世傑（汪市長） |

### 電視劇（無綫劇集台首播）
| 年份   | 劇名     | 角色               |
| 2008年 | 游劍江湖 | 楊 牧              |
| 2009年 | 驚艷一槍 | 許笑一（天衣居士） |

### 電視劇（其他）
| 年份   | 劇名                                      | 角色       | 備註                               |
| 1995年 | 人間有情：家鎖                            |            | 香港電台劇集                       |
| 2002年 | 錦繡前程                                  | 馮展博     |                                    |
| 2004年 | 別說愛情苦                                | 路安       |                                    |
| 2005年 | 天生絕配鬧翻天                            | 洪毅       |                                    |
| 2010年 | 妹仔大過主人婆                            | 江逍遙     | 廣東電視台劇集                     |
| 2012年 | 妹仔大過主人婆II                          | 江逍遙     | 廣東電視台劇集（2012年3月1日首播） |
| 2013年 | 春天的绞刑架                              | 丁一春     | 又名：绞刑架下的春天               |
| 2016年 | 人間有情：天使小號 （页面存档备份，存于） | 王學文校長 | 香港電台劇集                       |
| 2019年 | 婚內情                                    | 孫逸       | ViuTV劇集                          |

### 電視電影
| 年份   | 劇名     | 角色 | 備註 |
| 1992年 | 迷宮殺手 | 高輝 |      |

### 電影
| 年份   | 劇名             | 角色            | 備註                                                 |
| 1990年 | 表姐，你好嘢！   | 青年            |                                                      |
| 1991年 | 著牛仔褲的鍾馗   |                 |                                                      |
| 1992年 | 三個夏天         | Lam             |                                                      |
| 1993年 | 白髮魔女2        | 封俊傑          |                                                      |
| 1994年 | 撞板風流         | 盧子峰（Henry） |                                                      |
| 1994年 | 新男歡女愛       | 小王            |                                                      |
| 1995年 | 猛鬼屠房         | Eric            |                                                      |
| 1996年 | 蛇蝎百合花       | 謝子鋒          |                                                      |
| 1996年 | 大三元           |                 |                                                      |
| 1996年 | 東星號大劫案     |                 |                                                      |
| 1997年 | 歸航之沖上九重天 |                 |                                                      |
| 1997年 | 陰陽路Ⅰ          | 杜家明          |                                                      |
| 1998年 | 愈快樂愈墮落     | 馮偉            | 榮獲第十一屆新加坡國際電影節最佳男主角（新加坡影帝） |
| 1998年 | 愈墮落愈英雄     | 一條            |                                                      |
| 1998年 | 愛在娛樂圈的日子 | 高升            |                                                      |
| 2000年 | 天有眼           | 張志華          |                                                      |
| 2000年 | 敵對             | 陳鴻進          |                                                      |
| 2001年 | 愛情保險         | 何苦            |                                                      |
| 2002年 | 花園街1號        | Roy             |                                                      |
| 2003年 | 斗室96小時       | 聶軍            |                                                      |
| 2003年 | 陰陽判官         | 夏夫草          |                                                      |
| 2010年 | 72家租客         | 裁縫佬          |                                                      |

### 參與節目
| 年份           | 節目名稱          | 備註         |
| 1995年         | 人生交叉點        |              |
| 1995年         | 歡樂滿東華        |              |
| 1995年－1996年 | 超級無敵獎門人    |              |
| 1996年         | 鬼馬禽獸哈哈show  |              |
| 1996年         | 今夜咀不停        |              |
| 1996年         | 香港小姐競選      | 決賽表演嘉賓 |
| 1996年         | 滅罪先鋒耀葵青    |              |
| 1997年         | 廣告大贏家        |              |
| 1997年         | 人生交叉點 第二輯 |              |
| 1997年         | 博愛歡樂傳萬家    |              |
| 1997年         | 公益開心果        |              |
| 1997年         | 電視大贏家        |              |
| 1998年         | 博愛歡樂傳萬家    |              |
| 1998年         | 都市閒情          |              |
| 1998年         | 公益開心大賞頭    |              |
| 1998年－1999年 | 天下無敵獎門人    |              |
| 1999年         | 萬眾同心公益金    |              |
| 2002年         | 一觸即發          |              |
| 2004年－2005年 | 繼續無敵獎門人    |              |
| 2005年         | 百法百眾第一輯    |              |
| 2005年         | 香港直播          | 5月30日嘉賓  |
| 2006年         | 15/16             |              |
| 2007年         | 問題娛樂圈        |              |
| 2007年         | 光影流情          |              |
| 2007年         | 味分高下          |              |
| 2008年         | 鐵甲無敵獎門人    |              |
| 2009年         | 係咪小兒科第二輯  |              |
| 2011年         | 華麗明星賽        |              |
| 2012年         | May姐有請第一輯   |              |

### 舞台劇
| 年份   | 名稱               | 角色 |
| 1987年 | 風流劍客           |      |
| 1989年 | 暴風雨             |      |
| 1989年 | 閉門一家親         |      |
| 1989年 | 馬                 |      |
| 1989年 | 上雲霄             |      |
| 1989年 | 某一年的七月十四日 |      |
| 1989年 | 油脂               |      |
| 1990年 | 春風吹渡玉門關     |      |
| 2002年 | 聖僧羅什傳         | 羅什 |

## 書籍著作
| 年份          | 書名             | 出版社     | ISBN               |
| 2014年7月1日  | 我和兒子的每一步 | 世界出版社 | ISBN 9789888289141 |
| 2016年8月11日 | 兒子教曉我的事   | 世界出版社 | ISBN 9789888289974 |

## 曾獲獎項
| 年份   | 名稱                       | 獎項                     | 作品             | 角色                    |
| 1998年 | 第十一屆新加坡國際電影節   | 最佳男主角（新加坡影帝） | 《愈快樂愈墮落》 | 馮偉                    |
| 2012年 | 新加坡星和無綫電視大獎2012 | 我最愛TVB男角色          | 《萬凰之王》     | 愛新覺羅·旻寧（道光帝） |
| 2012年 | 万千星辉颁奖典礼2012       | 傑出演員大獎             | /                | /                       |

## 無綫月曆
- 1998年4月 – 郭可盈
- 1999年9月 – 梁藝齡
- 2000年7月 – 佘詩曼
- 2006年1月、2月 – 郭晉安、林保怡、歐陽震華、鄭少秋、林文龍
- 2007年3月 – 鍾嘉欣、馬國明、李詩韻
- 2008年2月 – 汪明荃、歐陽震華、關菊英、關詠荷
- 2009年4月 – 馬德鐘、胡杏兒
- 2013年6月 – 麥長青、劉　丹、黃浩然、黃智賢、曹永廉

## 外部連結
- 陳錦鴻在互联网电影资料库（IMDb）上的資料（英文）（英文）
- 陳錦鴻在香港影庫上的簡介
- 陳錦鴻在豆瓣上的资料（简体中文）
- 陳錦鴻在时光网上的簡介（简体中文）